# Фрейндлих, Барт
Бартоломью «Барт» Фрейндлих (англ. Bartholomew «Bart» Freundlich; род. 17 января 1970, Манхэттен, Нью-Йорк, Нью-Йорк, США) — американский режиссёр, сценарист и продюсер.

## Биография
Барт родился и вырос на Манхэттене. Окончил школу искусств при Нью-Йоркском университете, получив специальность продюсера кино и телевидения. Его брат, Оливер – архитектор. 

## Карьера
Свою первую полнометражную картину «Тени прошлого» Барт снял в 1997 году. Фильм получил номинацию на премию «Приз большого жюри» на кинофестивале Сандэнс и был высоко оценен критиками. В 2001 году Барт снимает драму «Странник» с Билли Крудапом и Джулианной Мур в главных ролях. Фильм рассказывает историю преуспевающего архитектора, который неожиданно бросает свою успешную жизнь и уезжает навстречу приключениям. В 2004 году вышла «Запретная миссия» Барта. Главная героиня фильма в исполнении Кристен Стюарт решает вместе с приятелями ограбить банк, чтобы оплатить отцу дорогостоящую операцию. В 2005 году в кинотеатрах можно было посмотреть мелодраму «Доверься мужчине». Фрейндлих выступил одновременно режиссером, сценаристом и продюсером картины, в которой сыграли такие актеры, как Дэвид Духовны, Мэгги Джилленхол и Джастин Барта, а также Джулианна Мур и Билли Крудап, с которыми режиссер сотрудничал ранее. В центре сюжета – две супружеские пары, разочарованные в любви. Девушки уже выходят на поиски новых эмоций, когда их мужчины неожиданно понимают, что хотели бы сохранить свои браки. 
В 2009 году Барт выступил режиссером, сценаристом и продюсером романтической комедии «Нянька по вызову», повествующей о том, что большая разница в возрасте – не преграда для настоящей любви. Главные роли в картине исполнили Кэтрин Зета-Джонс и Джастин Барта. В 2012 году Фрейндлих срежиссировал несколько эпизодов «Блудливой Калифорнии», уйдя в работу над сериалами вплоть до 2016 года. 
В январе 2019 года на кинофестивале Сандэнс состоялась премьера фильма Барта Фрейндлиха «После свадьбы», главные роли в котором исполнили Мишель Уильямс, Джулианна Мур и Билли Крудап. Это ремейк одноименной картины 2006 года (с Мадсом Миккельсеном), номинированной на премию Оскар как лучшая лента года на иностранном языке. В российский прокат фильм выйдет в сентябре.

## Личная жизнь
С 1996 года Фрейндлих состоит в отношениях с актрисой Джулианной Мур, с которой познакомился на съёмках фильма «Тени прошлого». Они поженились 23 августа 2003 года. У пары двое детей — сын Калеб (род. 4 декабря 1997) и дочь Лив Хелен (род. 11 апреля 2002). Они живут в Гринвич-Виллидже, Нью-Йорк.

## Фильмография

### Полнометражные фильмы
- «Тени прошлого» (1997)
- «Странник» (2001)
- «Запретная миссия» (2004)
- «Доверься мужчине» (2005)
- «Нянька по вызову» (2009)
- «Волки» (2016)
- «После свадьбы» (2019)

### Сериалы
- «Блудливая Калифорния» (2007-2012, 8 эпизодов)
- «Главный подозреваемый» (2012, 1 эпизод)
- «Моцарт в джунглях» (2014, 2 эпизода)
- «Верь» (2014, 1 эпизод)

### Короткометражные фильмы
- A Dog Race in Alaska (1993)
- Hired Hands (1994)